# دون خوان مانويل
خوان مانويل، أمير بليانة أو دون خوان مانويل (بالإسبانية: Don Juan Manuel)‏ (إسكالونا، 5 مايو 1282- قرطبة، 13 يونيو 1348) كان كاتباً إسبانياً، وفضلا عن ذلك هو إنفانتي (أمير) قشتالة وليون، ويعد أشهر كتّاب النثر الخيالي في العصور الوسطى، ولا سيما عمله الروائي الكونت لوكانور، وهو مجموعة حكايات ومواعظ تتداخل مع أدب الحكمة.
حمل لقب دوق وأمير بليانة وسيد إسكالونا، بينيافييل، كوير، إلش، كارتاخينا، لوركا، كاستيلو دي غراسيمونيوزا، الكوثير، سالميرون، فالديوليفاس، والمنيرة في وقت واحد. وكان أيضاً رئيس الديوان في عهد الملك فرناندو الرابع والملك ألفونسو الحادي عشر، والقائم بإدارة وأعمال الديوان في حدود الأندلس ومملكة مورسيا. وخلال المرحلة الأخيرة من بقاء ابن أخيه القاصر ألفونسو الحادي عشر من قشتاله تحت الوصاية، شارك الأميرين فيليب من قشتاله وخوان الأعور الوصاية على الحكم.

## حياته
ولد دون خوان مانويل في قصر إسكالونا في مقاطعة طليطلة. وفي رسالته الأخيرة المؤرخة في كاستيو دي غاثريمونيوس، الثاني عشر من تشرين الأول عام 1348، يظهر جلياً أن وفاته كانت بعد الخامس من أيار وهو التاريخ المعتمد رسمياً لوفاته.
ولكونه ابن الأمير مانويل من قشتالة، فهو إذن ابن شقيق الملك ألفونسو العاشر الحكيم وحفيد فرناندو الثالث القديس. توفي والده في 1283 ووالدته في 1290 حين كان في الثامنة من العمر وأصبح الملك سانتشو الرابع وصيا عليه، ورث عن والده القرية الكبيرة في بليانة، بإلإضافة إلى قرى إسكالونا وبينيافيل. وفي عام 1330، حصل على لقب أمير بليانة مدى الحياة هدية من ألفونسو الرابع من أراغون، وأصبح لقباً متوارثاً بعد وفاته.
سيرته معروفة بفضل أبحاث أندريس خيمينيث سولير. تلقى تعليما يليق بنبيل في فنون ركوب الخيل والصيد والمبارزة. واهتم مؤدبوه بتعليمه اللاتينية والتاريخ والقانون واللاهوت؛ ويذكر ذكرياته هذه في الفصل 67 من كتابه «الولايات». على الرغم من أنه قد أعلن عن جهله في بعض أعماله، غير أن ذلك كان بياناً تقليدياً للتعبير عن التواضع محاولاً أن يشارك جمهوره الجهل بأسلوب أدبي؛ ولكنه في الواقع كان حكيما في المعارف الموسوعية، عارفاً باللاتينية والإيطالية، على الرغم من عدم معرفته اليونانية. وكان متحيزاً لدينه ومرتبطاً بجمعية القديس دومينيك.
وتضمنت معرفته الأدبية قراءة قصائد من أدب رجال الدين (مثل كتاب الاسكندر وكتاب أبولونيو، والمعالجات الأدبية لرامون لول، كتاب ألفونسو العاشر (خاصةً تاريخ إسبانيا)، العديد من الكتب الفقهية مثل التأديب الكهنوتي لبيدرو ألفونسو، مجموعة الأمثال وأقوال الحكماء المترجمة عن لغات شرقية أو من اللاتينية للقشتالية (مثل كليلة ودمنة، السندباد...الخ).
في سن الثامنة فقد والديه وورث عنه إرثاً هائلاً؛ في سن الثانية عشر شارك في حرب لصدّ هجوم عربي من غرناطة إلى مورسيا. وناصر دون خوان مانويل في صراع الأسر الحاكمة في قشتالة عقب وفاة دون فيرناندو دي لاثيردا المولود الأول لألفونسو العاشر الحكيم، لأن والده كان يفعل ذلك أيضاً، فمنحه الملك حمايته ردّاً على ولائه.
تزوج ثلاث مرات، وكان يختار زوجاته لأسباب سياسية واقتصادية، ثم سعى لتزويج أبنائه من أفراد من عائلات مالكة. أولى زوجاته كانت إيزابيل أبنة خايمي الثاني ملك مايوركا، تزوجها عام 1303 لكنها توفيت بعد عامين. وحين توفي الملك سانتشو الرابع أخلف وعده بحماية الملكة ماريا دي موليناالوصية على ملك المستقبل فرناندو الرابع، لأنهمارهقوه في الطلبات، فلم يخلص لها وسعى للتحالف مع خايمي الثاني ملك أراغون، ثم طلب يد ابنته كونستانس عام 1303، الرغم أنها كانت مازالت طفلة وتزوجها عام 1311، عندما بلغت الثانية عشر من العمر. وحين كان الملك ألفونسو الحادي عشر قاصراً شارك في الوصاية على المملكة حتى أجبره الملك نفسه على التنازل عن منصبه.
في أكتوبر 1325 عيّنه ألفونسو الحادي عشر على حدود الأندلس. وفي يوم 29 من شهر آب كسب معركة غوادالهورسيه ضد القائد عثمان (اوزمين) والغرناطيين، وهي معركة استشهد فيها ثلاثة آلاف مسلم. وفي عهد ألفونسو الحادي عشر ظهرت قلقه وتمرده، فقد أغضبه الملك لـ طلاق أبنته كونستانس وأعلن الحرب عليه بالتحالف مع ملك غرناطة. وبعد عودة السلام بينهما استعاد منصبه في مورسيا. تزوج مرة أخرى بعد أن ترمّل من بلانكا نونيث دي لارا. ثم عاد لمواجهة الملك ألفونسو الحادي عشر بعد أن رفض إرسال قواته لدعمه في جبل طارق، وبعد مصالحة جديدة، وجد مرة أخرى حجة جديدة ضد الملك، فاتهمه بالحؤول دون زواج ابنته كونستانس من إنفانتي بيدرو دي البرتغال الذي سيكون ملك البرتغال في المستقبل باسم بيدرو الأول، ثم حصل على عفو ملكي في الوقت المناسب للمشاركة في معركة سالادو ضد الدولة المرينية ثم احتل لاحقاً الجزيرة الخضراء.
فقد أصبح دون خوان مانويل أحد أغنى وأقوى الرجال في عصره، وكان في جيشه وحده ألف فارس، حتى أنه صاغ عملة خاصة به لفترة من الوقت كما يفعل الملوك. لذلك كان له مصنع لصك النقود في قريته الكانياباتيه في مدينة كوينكا، وهو النشاط الذي أزعج ألفونسو كما أزعج ملوك أراغون، يقال حول قصة هذه العملات أنه وضع على أحد وجوهها «سانتا أورسا» وعلى الوجه الآخر رسمة تشير إلى أبنته كونستانس، وجمع طوال حياته بين نشاطه ككاتب وفارس نبيل. تعرض لانتقادات حول مهنته كأديب في الأوساط التي كان يعيشها لأن الاعتقاد السائد أن على النبيل أن لا ينشغل بمثل هذه الأنشطة. غير أن المتعة التي كان يجدها في الكتابة وفائدتها للآخرين أدت به إلى الاستمرار في نشاطه الأدبي. استلم عرش قشتالة في زمنه اثنان من الملوك كانا قد خططا لقتله، وهما: فرناندو الرابع وألفونسو الحادي عشر، ولكن الأخير سعى لنيل ولائه فطلب يد ابنته كونستانس. استمر الزواج لفترة من الزمن ثم حدث طلاق، عندها حجز الفتاة في قلعة تورو. ولم يطلقها فقط بل ورفض إرجاعها أو منحها إذن بالسفر إلى البرتغال للزواج من الأمير بيدرو البرتغالي، الذي سيكون الملك بيدرو الأول، استمرت هذه الخلافات ما لا يقل عن عقد من الزمن وفي مناسبتين على الأقل كان دون خوان على وشك أن يقع أسيراً في أيدي الملك، ولكن هذا الأخير كان يسعى لاستتباب الأمن في بلاطه ليستطيع أن يواجه ملك المغرب، فتوسطت حماة دون خوان من زواجه الثالث خوانا نونيث، ونتجت الوساطة عن استرجاع دون خوان مانويل لكل أملاكه المحجور عليها ولجميع امتيازاته عام 1337. انتهت العداوة وسمح بحفل زفاف كونستانس، وفي عام 1340 تحالفوا جميعاً ضد المسلمين في معركة سالادو لينتزعوا منهم مدينة الجزيرة الخضراء بعد حصار طويل.
شارك في بلاط الكالا، حيث تدخل في الحادثة التي أدّت إلى إطلاق العبارة الشهيرة المنسوبة لألفونسو الحادي عشر «لأجل قشتالة أنا سأتكلم». بعد هذه الأحداث، ترك الأمير دون خوان مانويل الحياة السياسية وتقاعد ليعيش في كاستيلو دي غراسيمونيوزا، حيث أمضى سنواته الأخيرة مكرساً نفسه للأدب. كان فخوراً بأعماله فقرر جمعهم في مجلد واحد تركه في دير سان بابلو دي بينيافيل حتى لا تتعرض لتعديلات الناسخين.
توفي دون خوان مانويل في مدينة قرطبة عام 1348، عن عمر يناهز 66 سنة.

## قبره

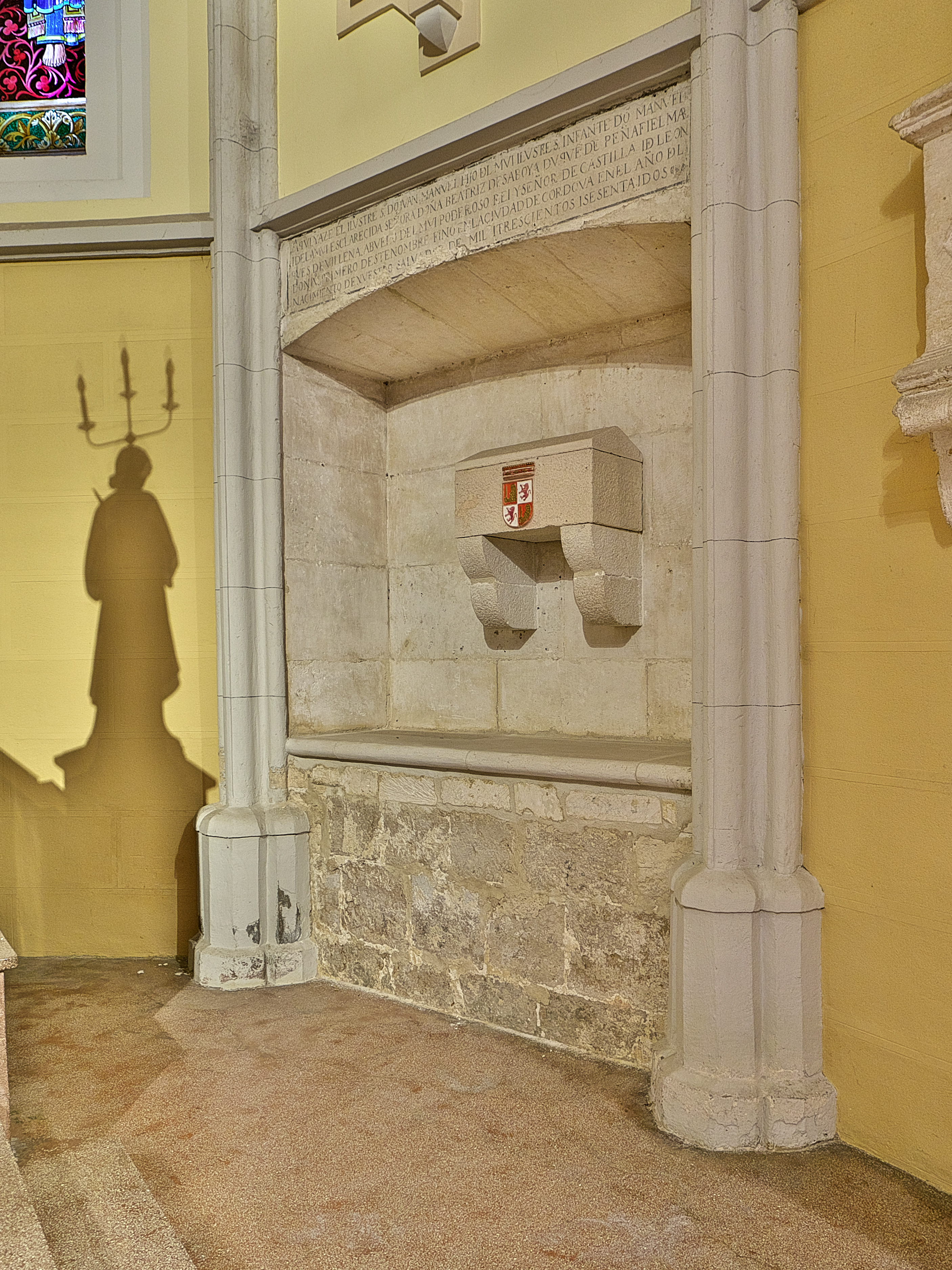
الكنيسة الرئيسية لدير سان بابلو (بينيافيل). في نهاية القرن السابع عشر، تم نقل رفات دون خوان مانويل (†١٣٤٨) من مركز الكاهن إلى هذا المكان الجديد.

بعد وفاة دون خوان مانويل في مدينة قرطبة، نقلت جثته إلى بلدة بينيافييل حيث تمت مراسم الدفن في دير سان بابلو، ووضع في قبر أمر الكاتب نفسه ببنائه عام 1318 لترتاح رفاته الراحة الأبدية في مذبح كنيسة الدير.
خلال حرب الاستقلال، تم نبش دير سان بابلو ونهبه في بينيافييل من قبل جنود فرنسيين، ودُنّست معها المقبرة التي تضم رفاة دون خوان مانويل. في عام 1955 عُثر على صندوق خشبي في كنيسة دير سان بابلو بداخله رفاة بشرية، وبالاستعانة بمؤرخين عرف أنها بقايا رفاة دون خوان مانويل وذلك بعد تنظيف جدار الحجر حيث وجد مخبأً تحت طبقة سميكة من الجبص النُقش التالي: "هنا يرقد السيد العظيم دون خوان مانويل، ابن السيد العظيم إنفانتي (أمير) مانويل والسيدة العظيمة بياتريس دي سابويا (سافوي)، وهو دوق بينافيل وماركيز بليانة وجد ملك قشتاله وليون خوان الأول، بهذا الاسم، توفي في مدينة قرطبة من سنة ولادة السيد المسيح 1362.

## زيجاته وذريته
تزوج دون خوان مانويل ثلاث مرات. كانت زوجته الأولى إيزابيل دي مايوركا، أبنة خايمي الثاني ملك مايوركا الذي لم يكن له أبناء، في وقت لاحق عقد زواجه الثاني على الأميرة كونستانس دي أراغون، التي كانت أبنة خايمي الثاني ملك أراغون وبلانكا دي نابولي. كان له منها ثلاثة أبناء:
- كونستانس مانويل دي بليانة (1323-1345) تزوجت أولا من ملك قشتالة ألفونسو الحادي عشر، ثم تزوجت من إنفانتي بيدرو لاحقاً ملك البرتغال وهي والدة الملك فيرناندو الأول.
- بياتريس مانويل من بليانة، وتوفيت شابة.
- مانويل دي بليانة. توفي وهو في ريعان شبابه. وحسب جيمس الثاني مات بسبب العلاج الذي قدمه له أطباء يهود.

كانت زوجته الثالثة بلانكا نونييث دي لارا، أبنة فيرناندو دي لا ثيردا وخوانا نونيث دي لارا، فيرناندو كان شقيق ألفونسو دي لا ثيردا الذي كان مطالب العرش قشتالة، كان له طفلان منها:
- فيرناندو مانويل دي بليانة (1350- 1332)، دوق بليانة الأول والسيد الثالث لإسكالونا وبينيافيل. تزوج عام 1346 من خوانا ابنة ريموند برانجيه الأول دي آمبورياس.
- خوانا مانويل دي بليانة (1381- 1339). عقدت زواجها عام 1350 على إنريكي دي تراستامارا هو الابن غير الشرعي لملك ألفونسو الحادي عشر ملك قشتالة وليونور دي غوزمان حكم قشتالة وليون باسم إنريكي الثاني منذ 1369، وأيضا هي والدة الملك خوان الأول. وكان الدوق الثالث لبليانة والسيد الخامس لإسكالونا وبينيافيل من عام 1360 وحتى 1366.

كان لدون خوان مانويل أيضاً ابنان غير شرعيين من إنيس دي كاستانييدا:
- سانتشو مانويل دي بليانة (1320-1347)، الحاكم الأكبر لمملكة مرسية، ومحافظ لوركا، وسيد كارسيلين ومونتيه أليغريه ومن مصاف النبلاء الأوائل في قشتالة.
- إنريكيه مانويل من بليانة (1337 بينيافيل، 1390). رافق شقيقته إلى البرتغال وتزوج من بياتريس دي سوسا.[9] كان الكونت الأول لسيا وسينترا (1385-1357) وسيد كاسكايس، إضافة إلى كونه السيد الرابع لمونتيه أليغيريه والثالث لبيلمونته ومينيسِس.

كان عند دون خوان مانويل أيضا ابنة غير شرعية من أم مجهولة.
- خوانا إبانييث مانويل دي بليانة (1315). متزوجة من ألفونسو جالينديث من موهيكا، سيد أرامايونا.

حملت ذريته في نهاية المطاف عدة ألقاب نبيلة، مثل رتبة كونت لفيامانويل، ورتبة ماركيز لدي رافال ورتبة دوق لأريفالو ديل ري وغيرها.

## أدبه
حفظت ثمانية أعمال لدون خوان مانويل، وفقدت له خمسة أعمال. والأعمال المحفوظة هي التالية:
- موجز الأخبار، قبل 1325.
- كتاب الصيد، بين 1325 و1326.
- كتاب الفارس وحامل الترس، بين 1326 و1328.
- كتاب الولايات، 1330.
- كتاب الكونت لوكانور، 1335.
- معالجة في صعود العذراء للسماء، قبل 1335.
- كتاب اللانهاية أو كتاب العقوبات والنصائح، 1336 و1337.
- كتاب الأسباب الثلاثة، كان يسمى سابقا كتاب الأسلحة، 1345.

بالإضافة أيضا إلى مجموعة رسائله، على الرغم من أنها لم تكن عملاً مستقلاً، جمعها أندريس خيمينيث سولير في كتاب «الرسائل»، وامتدت من عام 1298 حتى 1347.
على نحو تقليدي، يقسم إنتاج دون خوان مانويل الأدبي إلى ثلاث مراحل:
- في المرحلة الأولى، يظهر بوضوح تأثره بمجموعة أعمال عمه ألفونسو العاشر. على سبيل المثال، موجز الأخبار هو بالضبط تلخيص لتاريخ إسبانيا. ويتبع دون خوان مانويل في هذه المرحلة نماذج عمه ألفونسو عامة في التاريخ وقضايا الصيد والأحكام القانونية حول الفرسان..الخ.
- المرحلتين الثانية والثالثة تعكس حياته السياسية والاجتماعية مع الملوك. ولكنها انتهت ليكرس نفسه فقط للأدب.

في القرن الرابع عشر، قرر دون خوان مانويل كتابة الكتب باللغة العامية من أجل تسهيل وصولها إلى أكبر عدد من القراء، وخصص كثير من أدبه لطبقة النبلاء.
إلى جانب نشر المعرفة الإنسانية، استخدم دون خوان مانويل عمله لتصوير نفسه في كثير من الحالات، ويعتبر أدبه انعكاساً لشخصيته وطموحاته ومعتقداته، كان لديه أسلوب مثالي سعى من خلاله إلى الالتزام بِالوضوح والدقة والإيجاز.

## أسلوبه
يتميز أسلوب دون خوان مانويل بالانتقائية والرصانة والدقة والوعي الكامل في التأليف الفني الأ‌دبي.